# 尼克尔·格蕾瑟
尼克尔·格蕾瑟（Nicole Grether，1974年10月17日—），德國女子羽毛球運動員；現時代表加拿大參加比賽，但由於仍擁有德國護照，故不能參加奧運會及泛美運動會等賽事。

## 簡歷

### 歐洲羽毛球錦標賽
2002年，尼克尔·格蕾瑟夥拍Nicol Pitro贏得歐洲羽毛球錦標賽女子雙打季軍；兩年後，在日內瓦的歐錦賽中，她改與朱利安·申克合作，再次奪得季軍。2006年，格蕾瑟及申克再度合作，終於突破四強成績，但在決賽負於英格蘭的對手，僅得銀牌。

## 主要比賽成績
只列出曾進入準決賽的國際賽事成績：
| 年份   | 賽事                   | 公開賽級別 | 項目     | 拍檔        | 成績   |
| ------ | ---------------------- | ---------- | -------- | ----------- | ------ |
| 2008年 | 美國羽毛球大獎賽       | 大獎賽     | 女子雙打 | 夏尔曼·丽德 | 準決賽 |
| 2008年 | 中國羽毛球大師賽       | 超級賽     | 女子雙打 | 夏尔曼·丽德 | 準決賽 |
| 2009年 | 奧地利羽毛球國際挑戰賽 | 國際挑戰賽 | 女子雙打 | 夏尔曼·丽德 | 準決賽 |
| 2009年 | 美國羽毛球大獎賽       | 大獎賽     | 女子單打 | －          | 準決賽 |
| 2009年 | 美國羽毛球大獎賽       | 大獎賽     | 女子雙打 | 夏尔曼·丽德 | 準決賽 |
| 2009年 | 保加利亞羽毛球國際賽   | 國際挑戰賽 | 女子雙打 | 夏尔曼·丽德 | 亞軍   |
| 2010年 | 克羅地亞羽毛球國際賽   | 國際系列賽 | 女子單打 | －          | 冠軍   |
| 2010年 | 克羅地亞羽毛球國際賽   | 國際系列賽 | 女子雙打 | 夏尔曼·丽德 | 冠軍   |
| 2010年 | 秘魯羽毛球國際賽       | 國際挑戰賽 | 女子雙打 | 夏尔曼·丽德 | 冠軍   |
| 2010年 | 加拿大羽毛球國際挑戰賽 | 國際挑戰賽 | 女子雙打 | 夏尔曼·丽德 | 冠軍   |
| 2010年 | 巴西羽毛球國際賽       | 國際挑戰賽 | 女子單打 | －          | 亞軍   |
| 2010年 | 巴西羽毛球國際賽       | 國際挑戰賽 | 女子雙打 | 夏尔曼·丽德 | 準決賽 |
| 2010年 | 聖多明哥羽毛球公開賽   | 國際系列賽 | 女子單打 | －          | 準決賽 |
| 2010年 | 聖多明哥羽毛球公開賽   | 國際系列賽 | 女子雙打 | 夏尔曼·丽德 | 冠軍   |
| 2011年 | 伊朗羽毛球國際挑戰賽   | 國際挑戰賽 | 女子單打 | －          | 冠軍   |
| 2011年 | 伊朗羽毛球國際挑戰賽   | 國際挑戰賽 | 女子雙打 | 夏尔曼·丽德 | 亞軍   |
| 2011年 | 秘魯羽毛球國際賽       | 國際挑戰賽 | 女子單打 | －          | 亞軍   |
| 2011年 | 秘魯羽毛球國際賽       | 國際挑戰賽 | 女子雙打 | 夏尔曼·丽德 | 準決賽 |
| 2011年 | 西班牙羽毛球公開賽     | 國際挑戰賽 | 女子雙打 | 夏尔曼·丽德 | 亞軍   |
| 2011年 | 捷克羽毛球國際賽       | 國際挑戰賽 | 女子雙打 | 夏尔曼·丽德 | 亞軍   |
| 2011年 | 保加利亞羽毛球國際賽   | 國際挑戰賽 | 女子雙打 | 夏尔曼·丽德 | 準決賽 |
| 2011年 | 加拿大羽毛球國際挑戰賽 | 國際挑戰賽 | 女子雙打 | 夏尔曼·丽德 | 亞軍   |
| 2012年 | 伊朗羽毛球國際挑戰賽   | 國際挑戰賽 | 女子雙打 | 夏尔曼·丽德 | 準決賽 |
| 2012年 | 波蘭羽毛球國際賽       | 國際挑戰賽 | 女子雙打 | 夏尔曼·丽德 | 準決賽 |
| 2012年 | 秘魯羽毛球國際賽       | 國際挑戰賽 | 女子雙打 | 夏尔曼·丽德 | 亞軍   |
| 2012年 | 大溪地羽毛球國際挑戰賽 | 國際挑戰賽 | 女子單打 | －          | 亞軍   |
| 2012年 | 大溪地羽毛球國際挑戰賽 | 國際挑戰賽 | 女子雙打 | 夏尔曼·丽德 | 準決賽 |
| 2012年 | 巴西羽毛球國際賽       | 國際挑戰賽 | 女子單打 | －          | 冠軍   |
| 2012年 | 巴西羽毛球國際賽       | 國際挑戰賽 | 女子雙打 | 夏尔曼·丽德 | 冠軍   |
| 2013年 | 伊朗羽毛球國際挑戰賽   | 國際挑戰賽 | 女子雙打 | 夏尔曼·丽德 | 亞軍   |
| 2013年 | 秘魯羽毛球國際賽       | 國際挑戰賽 | 女子單打 | －          | 亞軍   |
| 2013年 | 秘魯羽毛球國際賽       | 國際挑戰賽 | 女子雙打 | 夏尔曼·丽德 | 準決賽 |
| 2013年 | 大溪地羽毛球國際挑戰賽 | 國際挑戰賽 | 女子單打 | －          | 準決賽 |
| 2013年 | 大溪地羽毛球國際挑戰賽 | 國際挑戰賽 | 女子雙打 | 夏尔曼·丽德 | 冠軍   |
| 2013年 | 巴西羽毛球國際賽       | 國際挑戰賽 | 女子雙打 | 夏尔曼·丽德 | 冠軍   |
| 2013年 | 美國羽毛球國際賽       | 國際挑戰賽 | 女子雙打 | 夏尔曼·丽德 | 準決賽 |
| 2014年 | 秘魯羽毛球國際賽       | 國際挑戰賽 | 女子雙打 | 夏尔曼·丽德 | 亞軍   |
| 2014年 | 危地馬拉羽毛球國際賽   | 國際挑戰賽 | 女子雙打 | 夏尔曼·丽德 | 準決賽 |
| 2014年 | 巴西羽毛球國際賽       | 國際挑戰賽 | 女子雙打 | 夏尔曼·丽德 | 亞軍   |

| 2007-2017年 | 首要超級賽 | 超級賽 | 黃金大獎賽 | 大獎賽 | 國際挑戰賽 | 國際系列賽 | 未來系列賽 | 其他 |

| 2018-2026年 | 總決賽 | 超級1000賽 | 超級750賽 | 超級500賽 | 超級300賽 | 超級100賽 | 國際挑戰賽 | 國際系列賽 | 未來系列賽 | 其他 |

### 奧運會和世錦賽參賽紀錄
|          | 搭檔        | 2000 | 2001 | 2003 | 2004 | 2005 | 2006 | 2007 |
| -------- | ----------- | ---- | ---- | ---- | ---- | ---- | ---- | ---- |
| 女子單打 | －          | 16強 | 32強 | 32強 | －   | －   | －   | －   |
|          |             |      |      |      |      |      |      |      |
| 女子雙打 | 朱利安·申克 | －   | －   | －   | 16強 | 64強 | －   | 16強 |

## 外部連結
- 官方网站（德文）